# Tamara Salazar
Tamara Yajaira Salazar Arce (ur. 9 sierpnia 1997 w Pusir Grande) – ekwadorska sztangistka, wicemistrzyni olimpijska, brązowa medalistka mistrzostw świata i wicemistrzyni Ameryki.
Na igrzyskach olimpijskich w Tokio w 2020 roku wywalczyła srebrny medal w wadze ciężkiej. W zawodach tych rozdzieliła Chinkę Wang Zhouyu i Crismery Santanę z Dominikany. Zdobyła także brązowe medale w wadze półciężkiej podczas mistrzostw świata w Aszchabadzie w 2018 roku i wadze ciężkiej podczas mistrzostw świata w Pattayi rok później. Ponadto na rozgrywanych w 2019 roku igrzyskach panamerykańskich w Limie była trzecia w wadze ciężkiej.

## Udział w zawodach międzynarodowych
| Impreza                     | Rok  | Miejsce       | Kategoria | Wynik  | Wynik   |
| Impreza                     | Rok  | Miejsce       | Kategoria | Dwubój | Miejsce |
| --------------------------- | ---- | ------------- | --------- | ------ | ------- |
| Igrzyska olimpijskie        | 2020 | Tokio         | do 87 kg  | 263    | srebro  |
| Mistrzostwa świata          | 2015 | Houston       | do 75 kg  | 213    | 21.     |
| Mistrzostwa świata          | 2017 | Anaheim       | do 90 kg  | 234    | 6.      |
| Mistrzostwa świata          | 2018 | Aszchabad     | do 81 kg  | 242    | brąz    |
| Mistrzostwa świata          | 2019 | Pattaya       | do 87 kg  | 252    | brąz    |
| Mistrzostwa panamerykańskie | 2017 | Miami         | do 75 kg  | 219    | 5.      |
| Mistrzostwa panamerykańskie | 2018 | Santo Domingo | do 75 kg  | 229    | 4.      |
| Mistrzostwa panamerykańskie | 2019 | Gwatemala     | do 87 kg  | 243    | brąz    |
| Mistrzostwa panamerykańskie | 2020 | Santo Domingo | do 87 kg  | 256    | srebro  |